# Sudniki (sielsowiet Mikołajewszczyzna)
Sudniki (biał. Суднікі, Sudniki; ros. Судники, Sudniki) – wieś na Białorusi, w obwodzie mińskim, w rejonie stołpeckim, w sielsowiecie Mikołajewszczyzna.

## Historia
W XIX i w początkach XX w. położone były w Rosji, w guberni mińskiej, w powiecie słuckim, w gminie Howiezna. Należały do ordynacji nieświeskiej Radziwiłłów.
W dwudziestoleciu międzywojennym zaścianek leżący w Polsce, w województwie nowogródzkim, w powiecie nieświeskim, w gminie Howiezna. W 1921 miejscowość liczyła 185 mieszkańców, zamieszkałych w 35 budynkach, wyłącznie Polaków. 180 mieszkańców było wyznania rzymskokatolickiego i 5 prawosławnego.
Po II wojnie światowej w granicach Związku Sowieckiego. Od 1991 w niepodległej Białorusi.